# Higashinari, Ōsaka
Higashinari (東成区 Higashinari-ku) là quận thuộc thành phố Ōsaka, tỉnh Ōsaka, Nhật Bản. Tính đến ngày 1 tháng 10 năm 2020, dân số ước tính của quận là 84.906 người và mật độ dân số là 19 người/km2. Tổng diện tích của quận là 4.540 km2.